# Monika Mularczyk

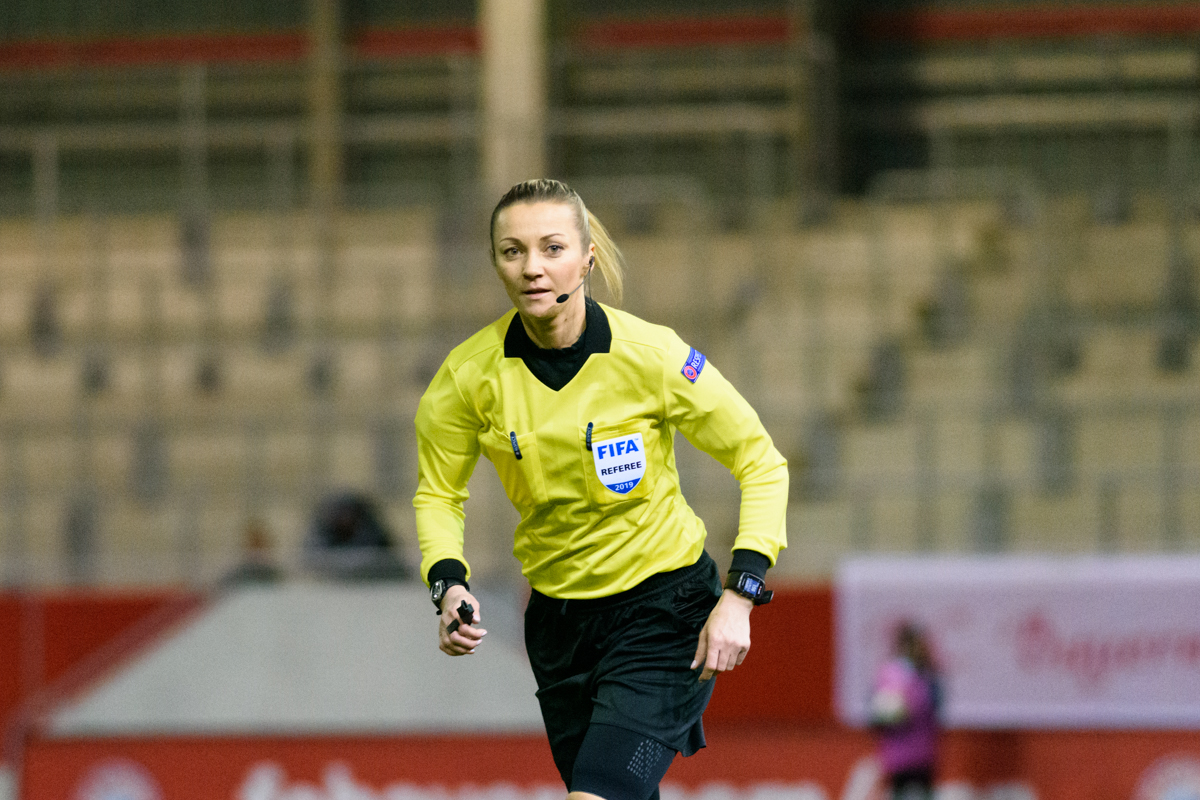
Monika Mularczyk (2019)

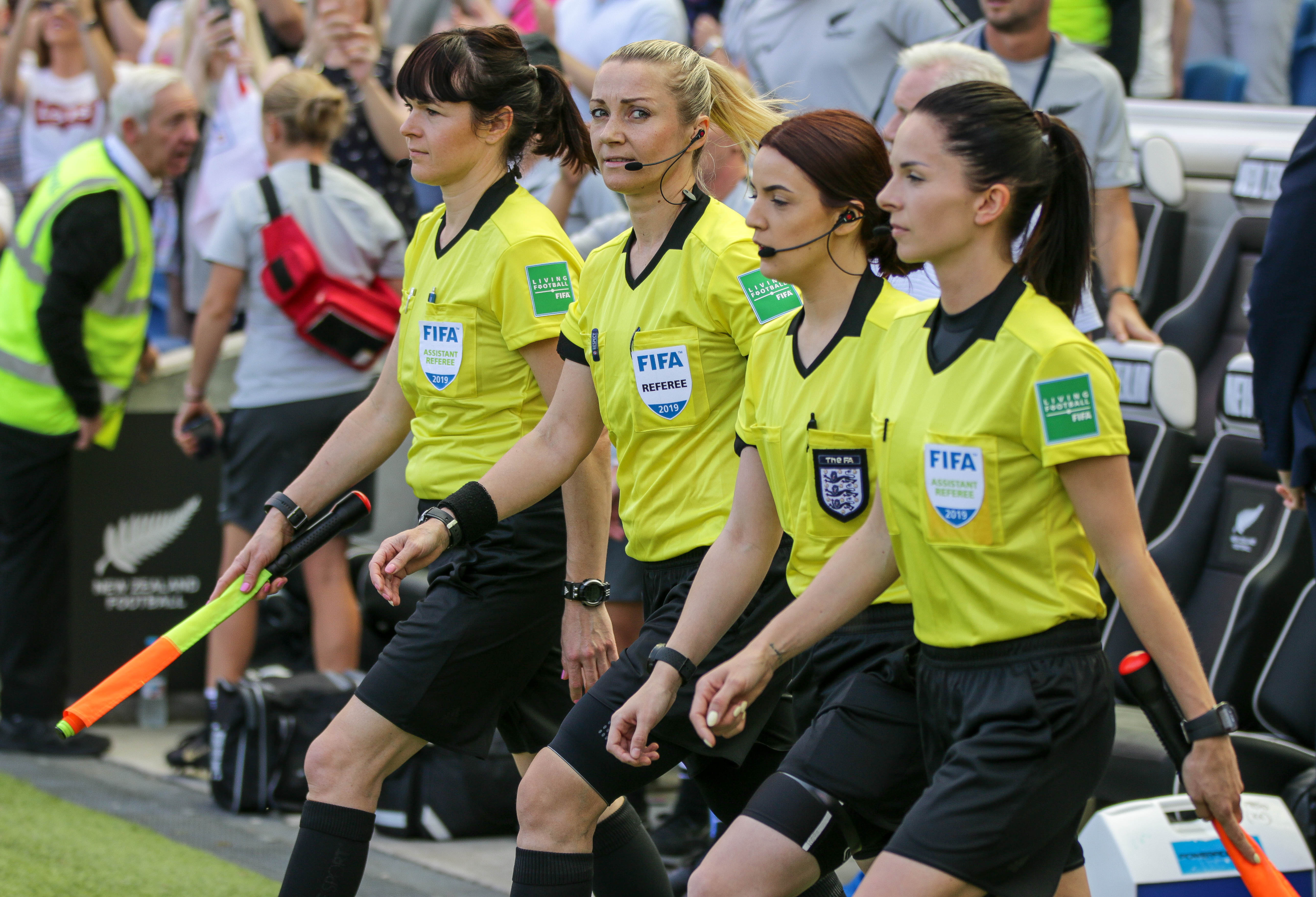
Monika Mularczyk (2. v. l.)

Monika Mularczyk (* 28. Juni 1980) ist eine polnische Fußballschiedsrichterin.
Seit 2008 steht Mularczyk auf der Liste der FIFA-Schiedsrichter und leitet internationale Fußballpartien. Bis zur ersten Hälfte der Saison 2024/25 gehörte sie zur Gruppe der UEFA-Elite-Schiedsrichterinnen.
Bei der Europameisterschaft 2013 in Schweden wurde Mularczyk als Vierte Offizielle eingesetzt. Bei der U-19-Europameisterschaft 2013 in Wales leitete Mularczyk zwei Gruppenspiele sowie das Finale zwischen Frankreich und England (2:0 n. V.). Bei der U-20-Weltmeisterschaft 2016 in Papua-Neuguinea und bei der Europameisterschaft 2017 in den Niederlanden leitete Mularczyk jeweils zwei Partien in der Gruppenphase. Ebenso wurde sie für die U-17-Weltmeisterschaft 2018 in Uruguay nominiert, kam dort jedoch nicht zum Einsatz. Zudem war Mularczyk Schiedsrichterin beim Algarve-Cup 2018.